# Ureaplasma urealyticum
Bakterien Ureaplasma urealyticum förekommer hos cirka 70 procent av alla sexuellt aktiva människor ur bägge könen. Denna siffra är dock lite osäker och tros ligga på mellan 40 och 80 procent. Bakterien kan överföras via sexuellt umgänge, men smittan anses trots detta inte vara en typisk könssjukdom. Ureaplasma urealyticum tros även kunna överföras via oralsex samt till nyfödda barn under förlossningen.
Tillståndet orsakas av mykoplasmabakterer, där Mycoplasma hominis är troligare att förekomma i genitalierna medan Mycoplasma pneumoniae inte är lika vanligt förekommande hos friska människor.
Ureaplasma ger ofta inte upphov till några som helst symptom, och många som bär på smittan upplever heller aldrig några besvär. Om tillståndet inte behandlas, kan det dock leda till större besvär såsom ospecifik uretrit eller sterilitet. Hos kvinnor kan tillståndet även orsaka placentainflammation. De symtom som kan upplevas i samband med ureaplasma inkluderar smärta när man urinerar, smärta i nedre delen av buken, blödningar från urinröret samt flytningar.
Detta sjukdomstillstånd, som även brukar kallas endast "ureaplasma", behandlas genom en antibiotikakur. Det är möjligt att låta sig testas för ureaplasma urealyticum. Detta tillhör dock inte vanligheterna, vilket gör att man kan behöva be specifikt om denna provtagning.